# Geoffroy de Grandpré
Geoffroy de Grandpré, né vers 1200 et mort en mai 1247, est un prélat catholique français, qui fut évêque de Châlons. Il est le fils d'Henri III de Grandpré, comte de Grandpré, et de sa seconde épouse Ada d'Avesnes.

## Biographie
Il est élu évêque de Châlons en 1239 après la mort de son prédécesseur Philippe II de Nemours-Méréville. Peu après cette élection et alors qu'il n'est pas encore sacré, il assiste le 13 mai 1239 à un bûcher au Mont Aimé, près de Vertus, où périssent 183 hommes convaincus de catharisme sur ordre de Robert le Bougre en présence de nombreux évêques et d'une foule immense.
Il est sacré le 15 mai 1239 par l'archevêque de Reims Henri de Dreux.
Il participe au concile de Lyon de 1245 qui a pour but principal la déposition de l'empereur Frédéric II dans le cadre de la lutte entre l'empereur du Saint empire et la papauté.
Il entreprend des travaux de restauration de la cathédrale.
Il meurt en mai 1247 et est inhumé à l'entrée du chœur de la cathédrale, dans le milieu.
Son successeur est son neveu Pierre Ier de Hans.

Denier frappé lors de l'épiscopat de Geoffroy II de Grandpré, entre 1239 et 1247 :
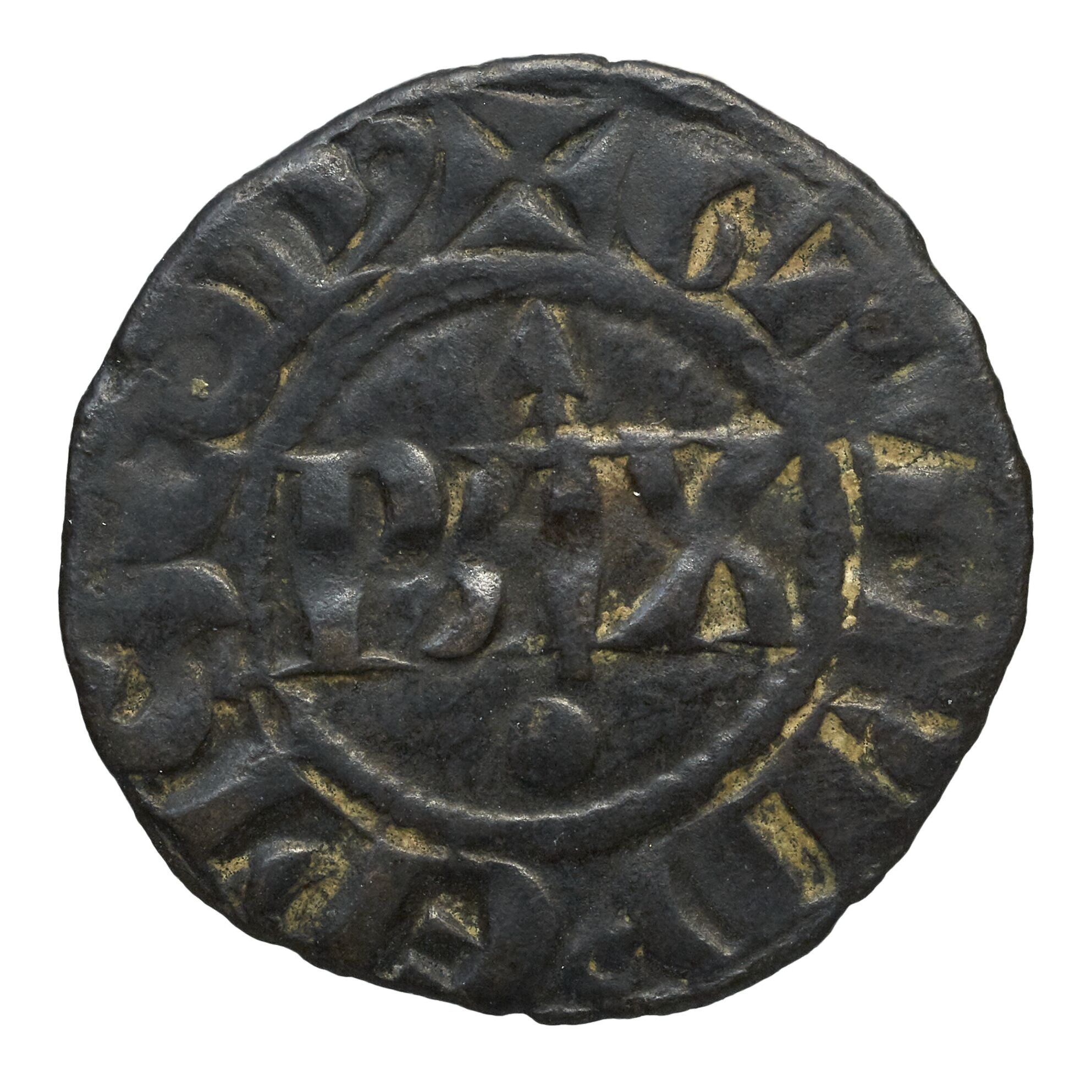
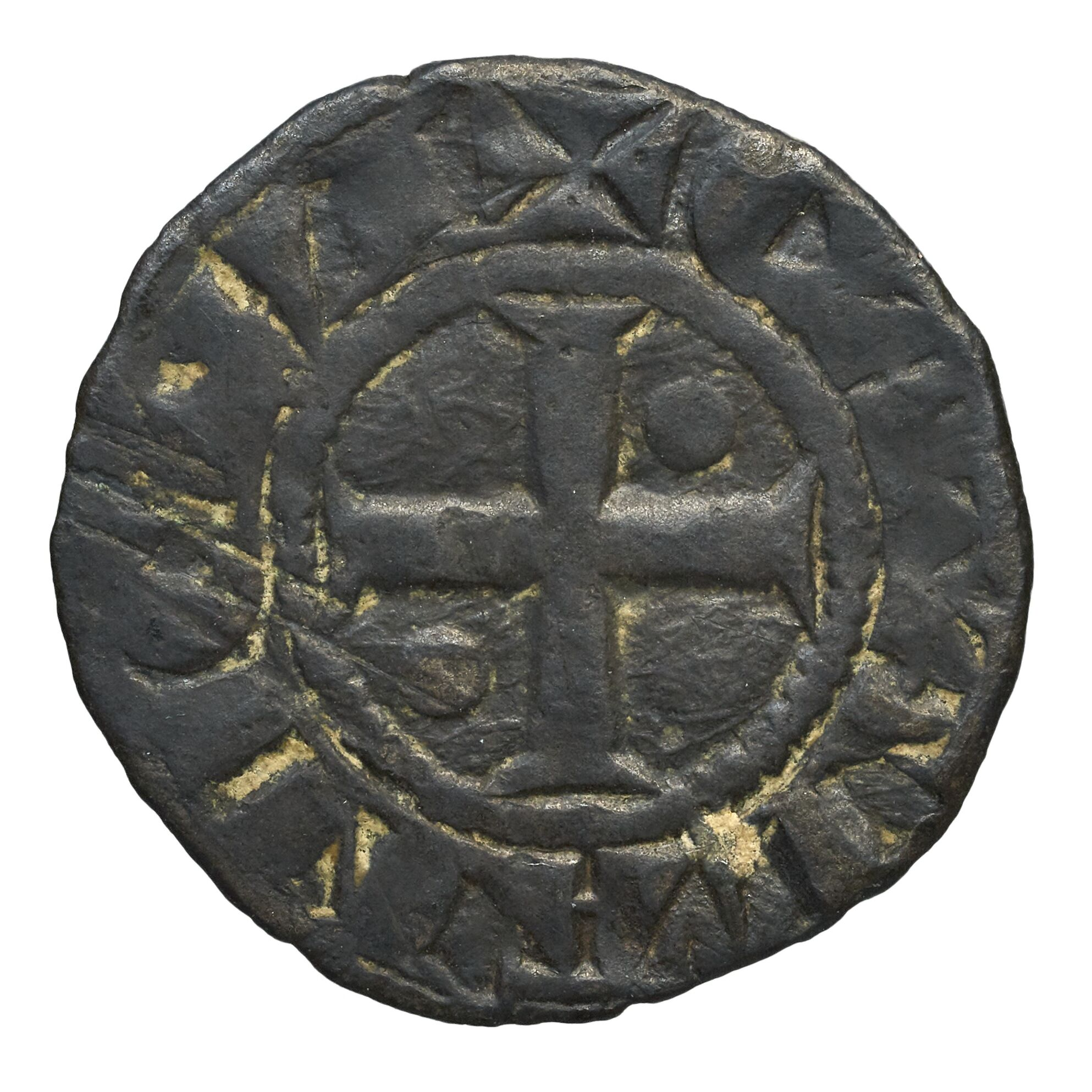